# Дідове положення
Дідове положення, також відоме як дідова політика, дідова назва, техніка тощо — це положення (політика, назва, техніка тощо), згідно з яким старе правило продовжує застосовуватися до деяких існуючих ситуацій, тоді як нове правило застосовуватиметься до всіх майбутніх випадків. Кажуть, що ті, на кого не поширюється нове правило, мають права діда або набуті права, або вони були дідом. Часто звільнення обмежене, оскільки воно може тривати певний час або може бути втрачено за певних обставин; наприклад, застаріла електростанція може бути звільнена від нових, більш обмежувальних законів про забруднення, але виняток може бути скасовано, і нові правила застосовуватимуться, якщо станцію розширять. Часто таке положення використовується як компроміс або з практичних міркувань, щоб дозволити запровадити нові правила, не порушуючи добре сформовану матеріально-технічну чи політичну ситуацію. Це розширює ідею того, що правило не має зворотної сили.